# غريغ هورتون
غريغ هورتون (بالإنجليزية: Greg Horton) هو لاعب كرة قدم أمريكية أمريكي، ولد في 7 يناير 1951 في سان بيرناردينو في الولايات المتحدة، وتوفي في 11 نوفمبر 2016.